# Benjamin Glazer
Benjamin Glazer (7. maj 1887 - 18. marts 1956) var en amerikansk manuskriptforfatter, filmproducent, foleyartist og filminstruktør. Han var den første som oversatte Ferenc Molnárs teaterstykke Liliom til engelsk i 1921. Hans oversættelse blev brugt i den oprindelige Broadwayproduktionen, i filmversionen fra 1930 og i alle produktioner på engelsk indtil nylig. Den var også basis for librettoen i Rodgers og Hammersteins Carousel, så vel som for Phoebe og Henry Ephrons manuskript til filmen af den klassiske musical fra 1956.
Glazer blev født i Belfast i Irland. Efter at han flyttede til USA studerede han ved University of Pennsylvania Law School og tog eksamen og blev advokat i 1906.
Glazer var en af grundlæggerne af Academy of Motion Picture Arts and Sciences

## Filmografi
(udvalg):
- 1940 - Farligt eventyr (Manus)
- 1937 - En gangster betaler sin gæld (Produktion)
- 1932 - Farvel Til Våbnene (Manus)
- 1932 - Mata Hari (Manus)
- 1928 - De Lovløses Tog (Manus)
- 1928 - Den store Time